# Вельяшев-Волынцев, Дмитрий Иванович
Дмитрий Иванович Вельяшев-Волынцев (1774—1818) — русский историк, поэт, драматург и переводчик.

## Биография
Представитель старинного русского дворянского рода Вельяшевых.
Родился 3 июня (14 июня по новому стилю) 1774 года (по другим данным 1775 года) в Москве в дворянской семье военнослужащего — инженер-генерал-майора И. А. Вельяшева-Волынцева, преподавателя военных и математических наук.
Брат Пелагеи и Анны Вельяшевых-Волынцевых.
Обучался в Благородном пансионе при Московском университете, был членом Дружеского общества любителей словесности. В годы учёбы писал первые свои стихи, которые были опубликованы.
После учёбы, на военной службе — в 1785 году был записан в Лейб-гвардии Преображенский полк, но служил, в артиллерии, преимущественно в инженерных частях (понтонные роты). В 1800 году вышел в отставку в чине полковника и посвятил себя литературной работе.
В 1805—1807 годах был предводителем дворянства Угличского уезда Ярославской губернии. Вельяшев-Волынцев был одним учредителей (в 1811 году) и членов Общества любителей российской словесности при Московском университете. В последние годы жизни он увлекся историей, с 1816 года был членом Московское общество истории и древностей при Московском университете.
Умер 26 мая (7 июня по новому стилю) 1818 года В Москве. Похоронен в некрополе Новодевичьего монастыря.

## Труды
Дмитрий Иванович составил и издал в Москве «Словарь математических и военных наук» (1808, 2 тома); перевел на русский с французского и немецкого языков много пьес; также перевел мемуары известного немецкого драматурга и актера А. В. Иффланда — «Мое театральное поприще» (1816). Писал стихи, басни и пьесы. В 1810—1812 годах издавал журнал «Талия» для любителей театра, в котором печатались его переводные пьесы.